# 卡罗琳·鲁
卡羅琳·魯（法語：Caroline Roux，法語發音：[kaʁɔlin ʁu]；1972年5月14日—）出生於法國奥弗涅-罗讷-阿尔卑斯大区伊泽尔省布尔关雅略，是法國新聞媒體工作者。

## 生平
卡羅琳·魯在格勒诺布尔長大，先後就讀格勒諾布爾政治學院和艾克斯-馬賽新聞與傳播學院，畢業後投入媒體工作。先生是法國前總統尼古拉·萨科齐的幕僚，目前是FACEBOOK南歐副總經理洛朗·索利。

## 媒體生涯
- 1993-2005年：歐洲一台（法语：Europe 1）
- 2005-2012年：Canal+節目：《Nous ne sommes pas des anges》
- 2012-迄今：法國電視五台：《C dans l'air》[3][4]
  - 2022年7月14日，卡羅琳·魯和安妮-克萊兒·庫德雷共同專訪法國總統埃马纽埃尔·马克龙[5][6]